# 牙関緊急
牙関緊急（がかんきんきゅう、英: grinding trismus, lock jaw）とは主として破傷風初期に認められる三叉神経障害および咬筋の強直による開口障害。破傷風における牙関緊急は破傷風菌の産生する毒素であるテタノスパスミンが脊髄の運動性神経細胞に作用することを原因とする。